# Amit az édesanyának tudnia kell
Az Amit az édesanyának tudnia kell egy Horthy-korszakbeli népszerű nőnevelési mű Csaba Margit tollából.
A Szent István Társulat gondozásában Budapesten 1940-ben megjelent munka a szerző négy részes, katolikus–keresztény világnézeti alapon álló nőnevelési könyvsorozatának befejező kötete, egyben az Amit a fiatal asszonynak tudnia kell folytatása. E mű a házasságban élő nők életének főbb kérdéseit járja körül. Beszél a növekedő gyermekek neveléséről, a speciálisan fiú-, illetve leányproblémákról, az iskola, majd a serdülőkor külön kihívásairól, és általában az édesanyai élethivatás magasztosságáról.
A könyv mindezideig új vagy reprint kiadással nem rendelkezik.